# Eulecanium fradei
Eulecanium fradei är en insektsart som beskrevs av Almeida 1969. Eulecanium fradei ingår i släktet Eulecanium och familjen skålsköldlöss.
Artens utbredningsområde är Angola. Inga underarter finns listade i Catalogue of Life.